# Howardwick
Howardwick – miasto w Stanach Zjednoczonych, w stanie Teksas, w hrabstwie Donley.